# Ein Feldlager in Schlesien

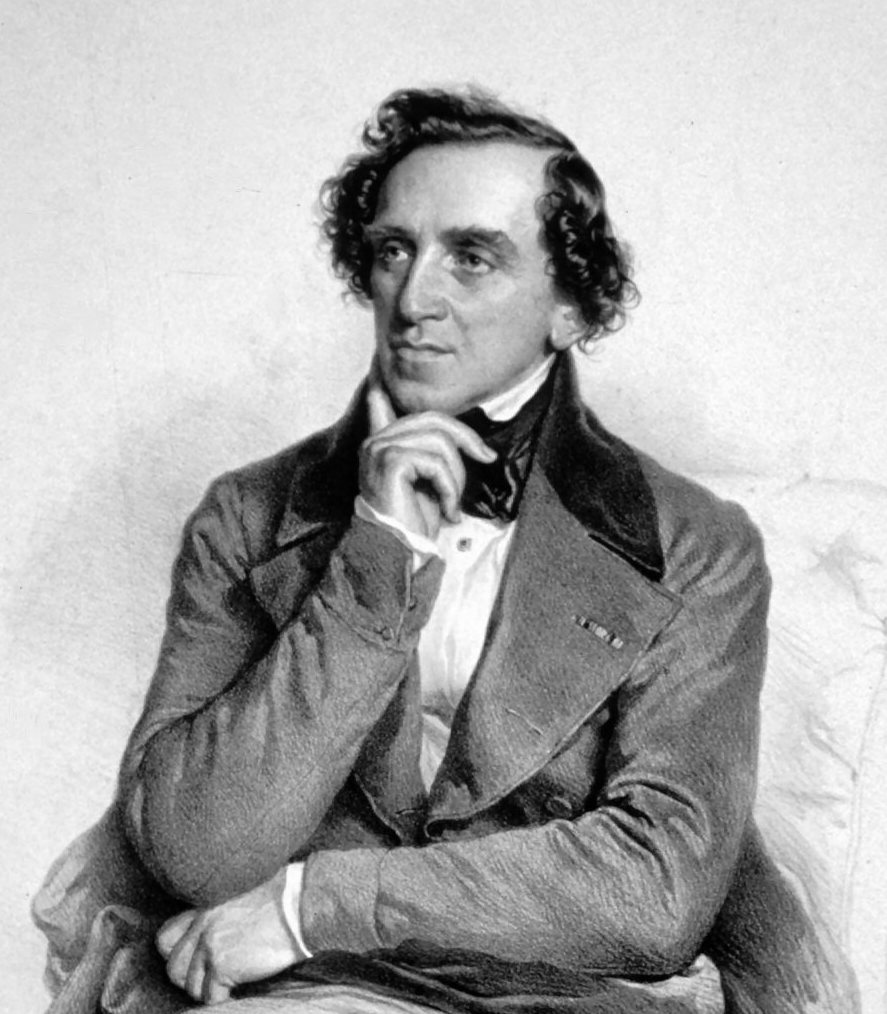
Giacomo Meyerbeer

Ein Feldlager in Schlesien är ett Singspiel i tre akter med musik av Giacomo Meyerbeer och libretto av Ludwig Rellstab efter Eugène Scribes Le camp de Silésie. Den hade premiär på Hofoper i Berlin den 7 december 1844; en version med titeln Vielka till ett reviderat libretto av Charlotte Birch-Pfeiffer hade premiär i Wien den 18 februari 1847. Många musiknummer från operan återanvändes senare av Meyerbeer till hans opéra comique L'Étoile du Nord (1854).

## Bakgrund
Kort tid efter att Meyerbeer anlänt till Berlin 1842 förstördes stadens operahus i en brand. Meyerbeer inbjöds att komponera ett helt nytt verk till invigningen av det nybyggda operahuset. Den regerande preussiske kungen vid tillfället var Frederik Vilhelm IV av huset Hohenzollern. Vad kunde passa bättre som tema för operan än ett verk som hyllade kungene berömde förfader Fredrik den store? Men det förelåg ett problem; medlemmar av det regerande huset Hohenzollern kunde inte portätteras på scen. Därför förblev Fredrik, om än operans huvudperson, osynlig och kan endast höras spela flöjt i bakgrunden.
Valet av librettist blev en politisk sak. Meyerbeer ville ha sin beprövade librettist Eugène Scribe, men idén med en fransman som skrev librettot till vad som var tänkt att bli en preussisk nationalopera var otänkbart. Kungen ville se Ludwig Rellstab, en kritiker som var fiende till Meyebeer, i hopp om att detta skulle förena dem båda. Den sluge diplomaten Meyerbeer fann på en lösning: Scribe skulle skriva texten i hemlighet och aldrig erkänna författarskapet medan Rellstab skulle översätta det. Sålunda tillskrevs librettot Rellstab och det var endast nyligen som den sanne författaren upptäcktes.

## Rollbesättning

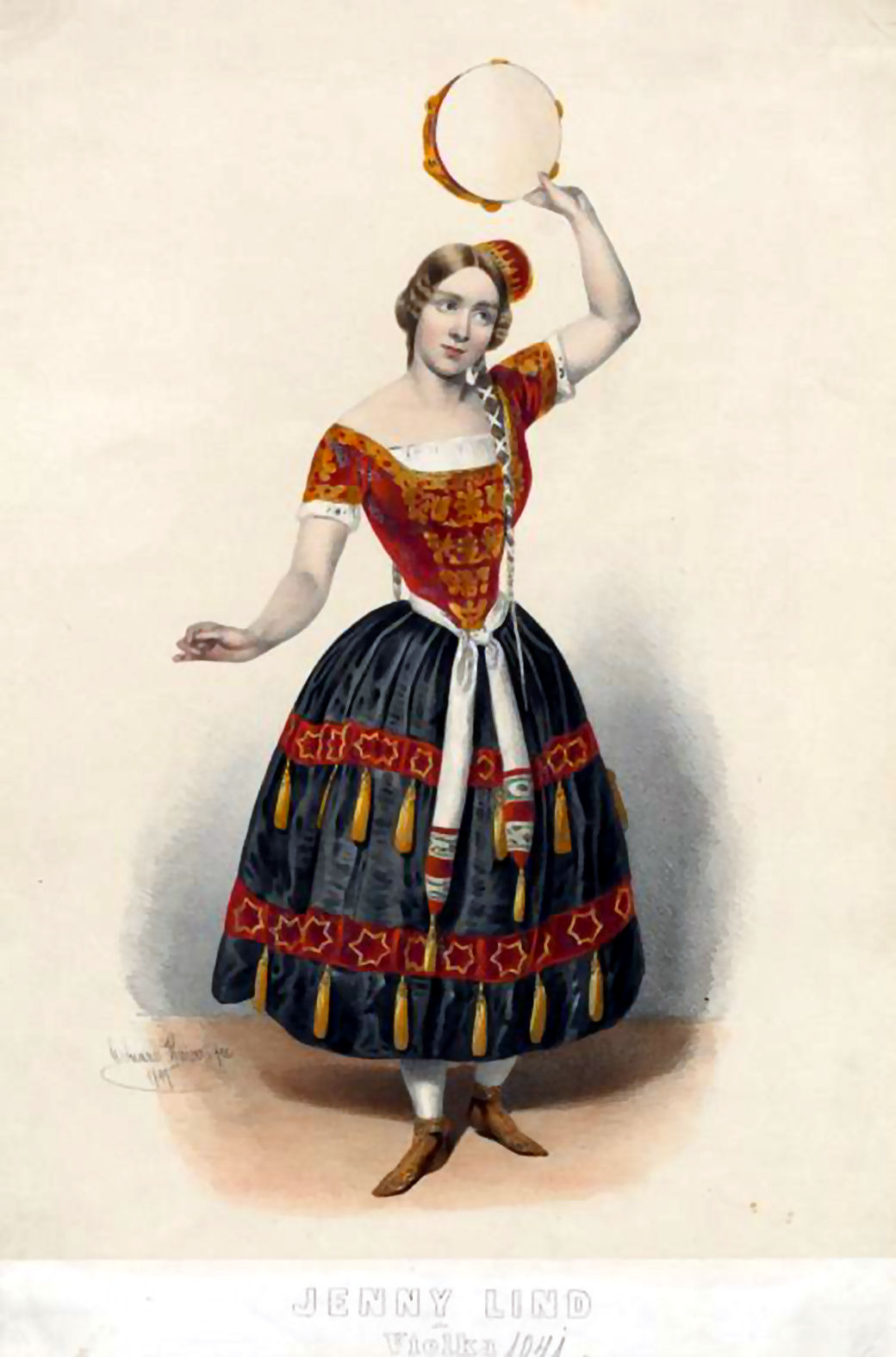
Jenny Lind som Vielka, 1847

Ytterligare ett prblem uppstod. Huvudrollen Vielka var komponerad för tidens stora sopranstjärna Jenny Lind, som stod på tröskeln att bli världsberömd. Meyerbeer hade hört henne i Paris och blivit mycket imponerad. Han beslöt att engagera henne för rollen i Berlin. Men hon befann sig i Stockholm under en del av repetitionerna och operahusets reguljära sopran Leopoldine Tuczek ersatte Lind under repetitionerna och sjöng hennes roll. Tuczek kände att rollen var hennes och Meyerbeer kördes över av operachefen Karl Theodor von Küstner, som gav rollen till Tuczek. Lind accepterade värdigt situationen och gjorde åtta dagar senare en triumfartad debut i Berlin i Vincenzo Bellinis Norma. Under tiden hade Feldlager premiär men blev ingen succé och det ljumma intresset skylldes delvis på Tuczek och operan lades ner efter fem föreställningar.
Linds succé i Norma var så stor att kontraktet fick förlängas och hon kunde sjunga Vielks först i januari 1845. Enligt Schultzs biografi över Lind var framgången så stor att "när det tillkännagavs att Jenny skulle sjunga Feldlager blev trycket på biljetter så stort att arrangören dubblade priset. Operan fick spelas om och om igen. Det var aldrig en afton då teatern inte kunde ha fyllts till sista plats både två eller tre gånger om, och fyra tjänstemän var strängt upptagna med att besvara brev och tillgodose biljettförsäljningen."
Efter premiären i Berlin den 7 december 1884 framfördes Ein Feldlager in Schlesien tämligen regelbundet fram till 1891, men det var aldrig tal om att exportera den till andra städer eller länder i sin originalversion. Med stor säkerhet berodde det på verkets förhärligande av den preussiska kungafamiljen, vilket gjorde den ytterst lämplig för publiken i Berlin (särskilt vid statsbesök), men mindre lämpad för andra Europeiska länder eller ens andra tyska städer.

## Personer

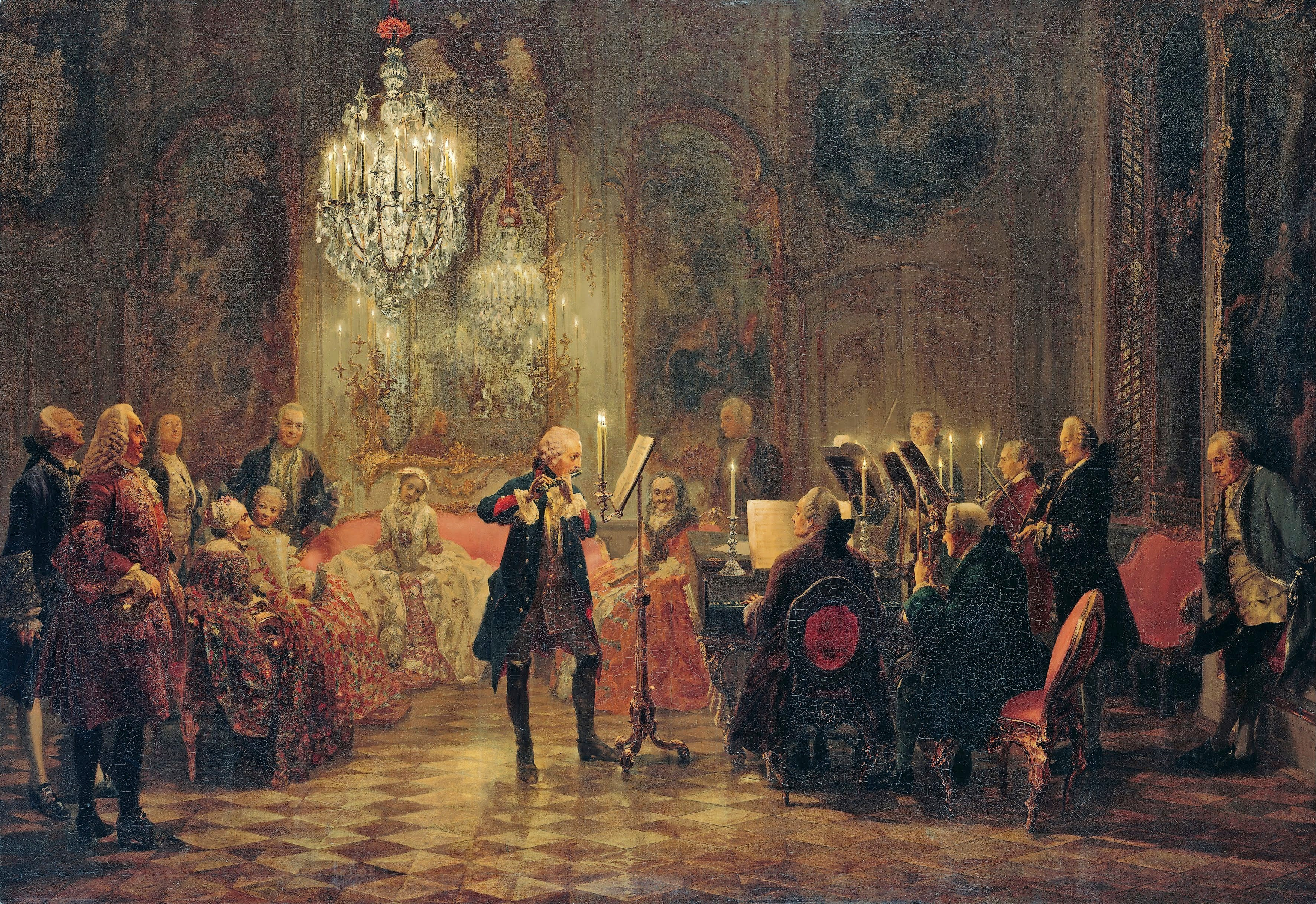
Fredrik den stores flöjtkonsert i Sanssouci (1850–2), Adolph Menzel

| Roller                   | Röstläge | Premiärnbesättning 7 december 1844 | Vielka premiärbesättning 18 februari 1847 |
| ------------------------ | -------- | ---------------------------------- | ----------------------------------------- |
| Vielka                   | sopran   | Leopoldine Tuczek                  | Leopoldine Tuczek                         |
| Therese                  | sopran   | Pauline Marx                       | Bergauer                                  |
| Conrad                   | tenor    | Eduard Mantius                     | Ditt                                      |
| Saldorf                  | baryton  | Louis Bötticher                    | Joseph Staudigl                           |
| Tronk                    | baryton  | Heinrich Blume                     | n/a                                       |
| Grenadier-Unteroffizier  | bas      | August Zschiesche                  | n/a                                       |
| Artillerie-Unteroffizier | bass     | Julius Krause                      | n/a                                       |
| Ungarischer Reiter       | tenor    | Herr Heinrich                      | n/a                                       |
| Zietenscher Husar        | tenor    | Julius Pfister                     | n/a                                       |
| Schwarzer Husar          | bas      | August Mickler                     | n/a                                       |
| Brauner Husar            | okänd    | Herr Bethge                        | n/a                                       |
| Steffen                  | tenor    | Carl Adam Bader                    | n/a                                       |
| Ferenz                   |          | n/a                                | Radl                                      |
| Hertigen                 |          | n/a                                | Eduard Jerrmann                           |
| Greve von Aubitz         |          | n/a                                | Starke                                    |
| Buddenbrogh              |          | n/a                                | Biel                                      |
| Xaver                    |          | n/a                                | Nolte                                     |
| Hartmann                 |          | n/a                                | Verstl                                    |

## handling
Tid: Det tredje Schlesiska kriget, en del av det större Sjuårskriget.
Plats: Schlesien och Potsdam

### Akt 1
En kammare i Saldorfs hus
Kung Fredrik, som är på flykt från ungerska soldater under ledning av kapten Tronk, möter den flöjtspelande Conrad som är förälskad i zigenarflickan Vielka. Med hjälp av den pensionerade officeren Saldorf, hans dotter Therese och Vielka lyckas Conrad och kungen byta identitet. Planen lyckas och kungen kan fly.

### Akt 2
Preussiskt läger
Soldater sjunger patriotiska sånger om deras vapenslag och troheten till kung och fosterland. Plötsligt hör de rykte om att Saldorf ska ha förrått kungen. De lojala soldaterna vill lyncha förrädaren men slutligen uppenbarar sig kungen och räddar honom.

### Akt 3
Slottet Sanssouci
Vielka och Conrad tas emot av kungen som önskar veta vad de vill i belöning. När de får höra att Saldorfs son är anklagad för att vara förrädare ber de att han ska skonas vilket beviljas. En militärmarsch hörs och Vielka, som nu kan gifta sig med Conrad, spår stora tider för Preussen.

## Vielka
Teaterdirektören för Theater an der Wien, Franz Pokorny, bad om tillstånd för att sätta upp Feldlager i Wien med Jenny Lind. Det visade sig problematiskt på grund av den historiska fiendskapen mellan de båda furstehusen Hohenzollern och Habsburg. Librettot fick därför skrivas om, först av Rellstab och sedan av Birch-Pfeiffer. I den nya versionen Vielka har kungen blivit hertig och Saldorf general. Medan de två första akterna är likartad handlingen i Feldlager, så utspelas sista akten i greve Aubitzs slott och har en helt annan handling. Det råder en komplex serie av förklädnader, misstagna identiteter och attentat på hertigen. Ett av dessa avbryts av Vielka men hon såras av en kula och dör. I hennes slutaria får hon en vision av himlen. Denna version hade premiär i Wien den 18 februari 1847. Lind övertog rollen som Vielka vid fjärde föreställningen.

## Mottagande
Feldlager kommer emellan den första och de två sista av Meyerbeer fyra stora grand opéras. Det var hans första försök på nära 30 år att komponera ett mindre seriöst verk, eller "Singspiel". Särskilt i första och tredje akten är det möjligt att se påverkan från lättare komposirörer såsom Auber och Flotow. Men mycket av andra akten (speciellt finalen) är äkta Meyerbeer vad gäller "grand opéra". Det har till och med påståtts att marschen är ett citat från enandet av kantonerna i Gioacchino Rossinis Wilhelm Tell. Meyerbeer hade kommit på en liknande idé några år tidigare, när först egyptierna och sedan korsfararna marscherar in på scen i finalen till akt I av Il crociato in Egitto.
Operans stora slagnummer var Jenny Linds air till två flöjter i akt III, samt finalen till andra akten med den berömda marschen. Verket framfördes i Berlin totalt 67 gånger fram till 1891. Efter att Jenny Lind slutat övertog Tuczek hennes roll.